# Døden (Diskverden)
 For alternative betydninger, se Døden. (Se også artikler, som begynder med Døden)
Døden er en fiktiv karakter i Terry Pratchetts romanserie om Diskverdenen. Han optræder også i enkelte af Pratchetts andre værker, dog altid som en parodi på div. personifikationer af Døden. Som beskrevet i adskillige overleveringer er han en knokkelmand der bærer en sort kutte og en le.
Dødens hule, særprægede stemme repræsenteres i bøgerne af små majuskler uden citationstegn. Da han er et skelet har han ingen stemmebånd at tale med, hvorfor de ord han siger finder vej ind i hovedet uden at involvere ørerne. Hans "stemme" bliver ofte beskrevet som lyden af cementblokke, der gnider mod hinanden.
Døden er ikke usynlig. Ikke desto mindre nægter de fleste menneskers hjerne at anerkende, hvad de ser, når de ser på ham, med mindre han selv vil at det skal være sådan. Under normale omstændigheder er det forbeholdt mennesker af magisk observans, dvs. troldmænd og hekse, samt børn og katte, at kunne se ham. Da Døden er evig af natur er han i stand til at ignorere ting som vægge og magiske formularer; han eksisterer i alle tider, og ting der blot eksisterer nogle få århundreder er i sagens natur mindre virkelige end han er. Døden kan kun bevæge sig hen hvor folk tror på døden, og han kan kun se folk, der kan dø.
Troldmænd og hekse, samt visse fremtrædende personer som monarker, har ret til at blive afhentet personligt af Døden, i stedet for at opgaven bliver overladt til hans mindre aspekter. De fleste sjæle bliver indsamlet af en anden "funktionær," som for eksempel den antropomorfiske personifikation af Struma. Ikke desto mindre henter Døden selv et vist minimum af sjæle, for at holde døden på Diskverdenen i gang. Disse beregnes efter et system, der kaldes Noderne. Undertiden kan udvælgelsen af almindelige døde være baseret på hændelsens spektakulære værdi, som for eksempel en almindelig tyv, der brændes til aske af en drage. Ud over troldmænd og konger har Døden personligt hentet adskillige almindelige sjæle, samt mindst to hunde, en svane og et meget lille havvæsen (muligvis en ledorm). Disse begivenheder har ofte en relevans for historien; således kan Dødens optræden opfattes som et "plot device". Døden har også optrådt i situationer hvor karakterer er i livsfare – for eksempel har han vist sig for Vindekåbe ved flere næsten-fatale lejligheder, om end dette muligvis blot er af nysgerrighed; Vindekåbes skæbne har ændret sig så mange gange, at Døden ikke længere ved præcist hvornår han skal dø. I Thud! har Samuel Vimes også en nærdødsoplevelse, hvilket igen betyder at Døden har en "nær-Vimesoplevelse", hvor han viser sig for den slagne Vimes siddende i en liggestol mens han læser en kriminalroman.
Døden optræder i alle Diskverden-bøgerne undtagen The Wee Free Men.